# 小行星18861
小行星18861（18861 Eugenishmidt）是一颗绕太阳运转的小行星，为主小行星带小行星。该小行星于1999年9月9日发现。

## 轨道参数
小行星18861的轨道半长轴为2.5775445 UA，离心率为0.124。